# ŠK Margiris Kaunas
ŠK Margiris Kaunas (lit. Kauno šachmatų klubas „Margiris“) ist ein Schachverein in Kaunas, Litauen. Sein Vorgänger war der Sportclub „Banga“. Seit 1993 ist ŠK „Margiris“ selbständig. Am 30. April 1997 wurde es zum Register der juristischen Personen eingetragen. Der Schachclub wurde vom Schachspieler Algimantas Butnorius geleitet. Die Teams nahmen am European Club Cup teil. Man spielt auch Fernschach.

## Schachspieler
- GM Sergey Tiviakov
- GM Šarūnas Šulskis
- GM Kaido Külaots, Estland
- GM Algimantas Butnorius
- IM Tomas Laurušas
- IM Titas Stremavičius
- IM Vytautas Šlapikas, litauischer Meister
- FM Laimutis Šolys
- FM Povilas Lasinskas
- WIM Salomėja Zaksaitė, litauische Meisterin der Frauen
- Algirdas Rauduvė
- Gintautas Petraitis, Trainer
- Rimantas Rupšys
- Tomas Tvarijonas
- Stasys Steponavičius
- Giedrius Šulskis